# Augustin Latimier du Clésieux
Augustin-Prosper-Marie Latimier du Clésieux (22 décembre 1797, Moncontour - 1er mars 1874, Saint-Brieuc) est un financier français.

## Biographie
Fils d'Olivier-René Latimier du Clésieux, seigneur de Kerliviox, receveur général des Côtes-du-Nord de 1800 à 1831, et de Marie-Anne-Mathurine Posnic de La Bedinière, et frère du comte Achille du Clésieux, il est fondé de pouvoir de la recette générale du département des Côtes-du-Nord de 1819 à 1831, date où il succède à son père à la recette générale, qu'il conserve pendant trente-six ans. Il passe ensuite trésorier-payeur général.
Impliqué dans les affaires financières du pays, il devient administrateur du Crédit foncier, du Crédit agricole et de la Société générale.
Régent de la Banque de France (Ve siège) du 29 janvier 1863 au 12 novembre 1867.
Il est révoqué de son poste de receveur général et de son siège en 1867, à la suite de ses différends avec le pouvoir.
En 1871, il est créé comte romain par le pape Pie IX.
Marié à Jeanne-Marie Besnard de Kerdreux, leur fils Augustin Léon Marie Anne Jules, né le 26 novembre 1843 à Plélo meurt en qualité capitaine de la garde mobile le 25 février 1871 des suites de ses blessures reçues à la bataille du Mans et est décoré à titre posthume de la Légion d'honneur.
Il est le beau-père du député Charles Rioust de Largentaye.
À son décès, sa fortune est estimée à deux millions et demi de francs.

## Distinctions
- Commandeur de l'ordre de Pie IX
- Officier de la Légion d'honneur

### Sources
- Alain Plessis, Régents et gouverneurs de la Banque de France sous le Second Empire, 1985
- Pierre-François Pinaud, Les Receveurs généraux des finances: 1790-1865, 1990
- Alain Plessis, Histoires de La Banque de France, 1998
- Pierre-François Pinaud, Les Trésoriers-payeurs généraux au XIXe siècle, 1983